# Дьордь Мезеї
Дьордь Мезеї (угор. Mezey György, нар. 7 вересня 1941, Бачка-Топола) — угорський футболіст, а згодом — тренер, відомий роботою з низкою клубних команд, а також збірними Угорщини і Кувейту.

## Ігрова кар'єра
Протягом 1960-х років виступав на футбольному полі за низку угорських нижчолігових команд, 1968 року був запрошений до одного з лідерів угорського футболу, будапештського МТК, де, утім, провів лише один сезоне, після чого провів ще два роки в одній з нижчих ліг і завершив кар'єру гравця.

## Кар'єра тренера
Ще граючи на футбольному полі іноді виконував функції граючого тренера, а 1971 року зосередився на тренерській роботі, очоливши команду клубу БВСК, у якій протягом наступних шости років набув досвіду та сформував власний тренерський стиль.
1977 року став головним тренером команди МТК (Будапешт), яку у першому ж сезоні привів до «бронзи» національної першості, загалом тренував цей клуб з Будапешта три роки.
1980 прийняв пропозицію Кальмана Месея увійти до очолюваного ним тренерського штабу збірної Угорщини, а за три роки змінив Месея на позиції головного тренера національної команди. Під його керівництвом угорці успішно подолали відбір на чемпіонат світу 1986 року, посівши перше місце у своїй відбірковій групі. У фінальній частині мундіалю команда Мазеї розпочала виступи з розгромної поразки 0:6 від збірної СРСР. Проте завдяки перемозі у другому колі над канадцями Угорщина зберегла шанси на вихід до плей-оф, однак поступилася у вирішальній грі французам і боротьбу припинила. Після турніру тренер залишив національну команду.
Того ж 1986 року угорця запросили очолити тренерський штаб збірної Кувейту. Був звільнений з цієї збірної 1987 року, проте ще на рік залишився у країні, де працював з командою клубу «Аль-Ярмукі». 
Повернувся на батьківщину 1988 року, отримавши пропозицію знову очолити збірну Угорщини, в якій, щоправда, цього разу затримався зовсім ненадовго.
Відтоді зосередився на роботі на клубному рівні. Частину 1990 року провів у «Відеотоні», а того ж року очолив тренерський штаб «Гонведа». Відразу ж у сезоні 1990-91 здобув свій перший трофей, вигравши з «Гонведом» чемпіонат Угорщини.
Протягом 1992–1993 років знову працював у Кувейті, тренував команду «Аль-Тадамона».
Згодом був головним тренером БВСК, «Вашаша» і «Уйпешта».
Останнім місцем тренерської роботи Мезеї був «Відеотон», головним тренером команди якого він був з 2009 по 2011 рік і з яким 2011 року здобув перемогу у чемпіонаті країни.

## Титули і досягнення
- Чемпіон Угорщини (2):

«Гонвед»: 1990-91
«Відеотон»: 2010-11
- Бронзовий призер Азійських ігор: 1986